# Delia acadiana
Delia acadiana är en tvåvingeart som beskrevs av Griffiths 1991. Delia acadiana ingår i släktet Delia och familjen blomsterflugor.
Artens utbredningsområde är New Brunswick. Inga underarter finns listade i Catalogue of Life.